# Campionati europei di canoa slalom 2007
I Campionati europei di canoa slalom 2007 sono stati la 8ª edizione della competizione continentale. Si sono svolti a Liptovský Mikuláš, in Slovacchia, dall'11 giugno al 17 giugno 2007.

## Medagliere
| Pos.   | Paese         | Oro | Argento | Bronzo | Totale |
| ------ | ------------- | --- | ------- | ------ | ------ |
| 1      | Slovacchia    | 4   | 1       | 1      | 6      |
| 2      | Germania      | 2   | 3       | 0      | 5      |
| 3      | Slovenia      | 1   | 1       | 0      | 2      |
| 4      | Austria       | 1   | 0       | 0      | 1      |
| 5      | Rep. Ceca     | 0   | 2       | 1      | 3      |
| 6      | Francia       | 0   | 1       | 1      | 2      |
| 7      | Gran Bretagna | 0   | 0       | 3      | 3      |
| 8      | Grecia        | 0   | 0       | 1      | 1      |
| 8      | Polonia       | 0   | 0       | 1      | 1      |
| Totale | Totale        | 8   | 8       | 8      | 24     |

## Podi

### Uomini
| Evento              | Oro                                                                                            | Punti  | Argento                                                                                              | Punti  | Bronzo                                                                                                 | Punti  |
| Canoa C-1           | Michal Martikán                                                                                | 211,87 | Pierre Labarelle                                                                                     | 215,21 | Christos Tsakmakis                                                                                     | 216,08 |
| Canoa C-1 a squadre | Slovacchia Michal Martikán Juraj Minčík Matej Beňuš                                            | 209.48 | Germania Stefan Pfannmöller Nico Bettge Jan Benzien                                                  | 215,57 | Francia Tony Estanguet Pierre Labarelle Nicolas Peschier                                               | 220,25 |
| Canoa C-2           | Slovacchia Ladislav Škantár Peter Škantár                                                      | 221,48 | Rep. Ceca Jaroslav Volf Peter Hochschorner                                                           | 221,83 | Slovacchia Pavol Hochschorner Peter Hochschorner                                                       | 224,21 |
| Canoa C-2 a squadre | Germania Felix Michel / Sebastian Piersig David Schröder / Frank Henze Kay Simon / Robby Simon | 243,67 | Rep. Ceca Marek Jiras / Tomáš Máder Jaroslav Volf / Ondřej Štěpánek Jaroslav Pospíšil / David Mrůzek | 247,10 | Polonia Marcin Pochwała / Paweł Sarna Dariusz Wrzosek / Jarosław Miczek Kamil Gondek / Andrzej Poparda | 252,31 |
| Kayak K-1           | Ján Šajbidor                                                                                   | 202,77 | Peter Kauzer                                                                                         | 203,06 | Campbell Walsh                                                                                         | 205,81 |
| Kayak K-1 a squadre | Slovenia Jure Meglič Peter Kauzer Dejan Kralj                                                  | 205,76 | Germania Fabian Dörfler Alexander Grimm Erik Pfannmöller                                             | 208,63 | Gran Bretagna Campbell Walsh Richard Hounslow Huw Swetnam                                              | 211,91 |

### Donne
| Evento              | Oro                                                        | Punti  | Argento                                                    | Punti  | Bronzo                                                 | Punti  |
| Kayak K-1           | Violetta Oblinger-Peters                                   | 229,02 | Mandy Planert                                              | 230,44 | Štěpánka Hilgertová                                    | 231,99 |
| Kayak K-1 a squadre | Germania Jennifer Bongardt Mandy Planert Jasmin Schornberg | 235,70 | Slovacchia Elena Kaliská Jana Dukátová Gabriela Stacherová | 241,02 | Gran Bretagna Fiona Pennie Laura Blakeman Lizzie Neave | 248,39 |